# Spelta
Spelt (Triticum aestivum subspecia spelta) sau spelta (de asemenea: grâu spelt) este o specie de cereale din genul grâu (Triticum) și o rudă apropiată a grâului moale (Triticum aestivum) de astăzi. Există o mulțime de forme hibride și tranziții între grâu „modern” și spelte, deoarece ambele au fost cultivate împreună și încrucișate între ele în unele regiuni.
Are spicul zvelt, de formă patrulateră, cu spiculețe mai depărtate (întrerupt), bobul fiind îmbrăcat.

## Sistematică
Spelta este, ca și grâul comun (Triticum aestivum), prevăzut cu cromozomi hexaploizi (de șase ori). Nu sunt cunoscute forme sălbatice de grâu spelt sau grâu obișnuit, motiv pentru care se crede că a provenit din mutații din specii de grâu mai vechi, cum ar fi grâul dur (Triticum durum) cu un grup cvadruplu de cromozomi, emmer (Triticum dicoccum) sau einkorn (Triticum monococcum), o formă din epoca preistorică.

## Istoric
Cele mai vechi descoperiri provin din vestul Armeniei și din văile Munților Ararat (mileniul 6 - 5 î.Hr.). Alte descoperiri provin din Bulgaria (3700 î.e.n.), România (Hărman, cultura-Crișurilor), Polonia și Suedia de sud (2500 până în 1700 î.e.n.) și Danemarca (1900 până în 1600 î.e.n.). În perioada neolitică, spelta a fost cultivată în Europa Centrală și de Nord (în special în Alpi), așa cum au dovedit descoperirile arheologice. Din 1700 î.Hr. a fost adusă în Elveția germană. În secolul al XVIII-lea, spelta a fost o importantă marfă de comerț. 
În secolul XX, cultivarea speltei a scăzut, deoarece a dat randamente slabe la culturi. În plus, bobul spelta este dificil de prelucrat și coacerea este complicată din punct de vedere tehnic. În ultimul timp, această specie se confruntă din nou cu o anumită renaștere, în special în sectorul organic, probabil pentru că este apreciat de multe persoane alergice. Spelta este acum o alternativă populară la grâu, în special pentru alimentele pentru copii și pentru bebeluși.

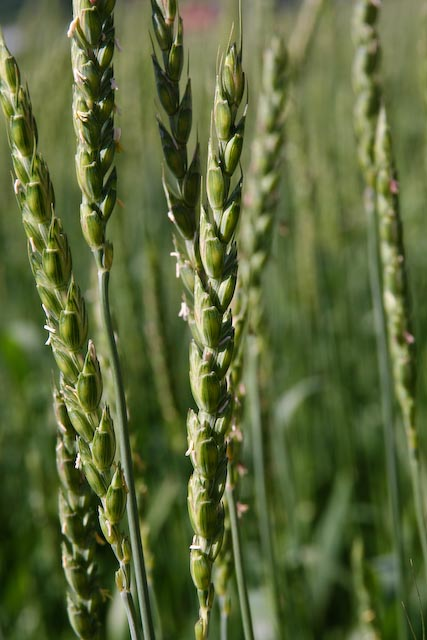
Spice de speltă
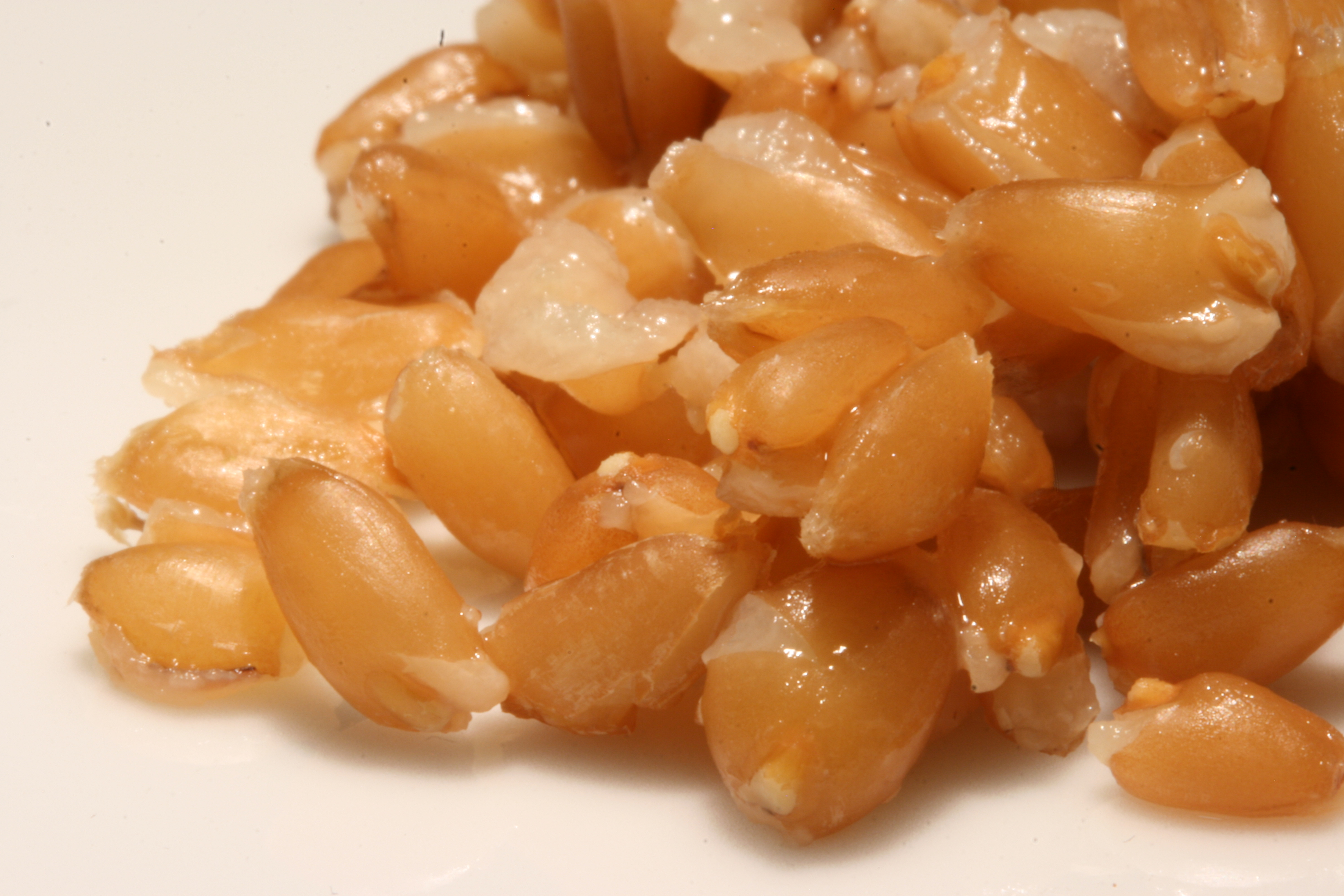
Boabe fierte de speltă
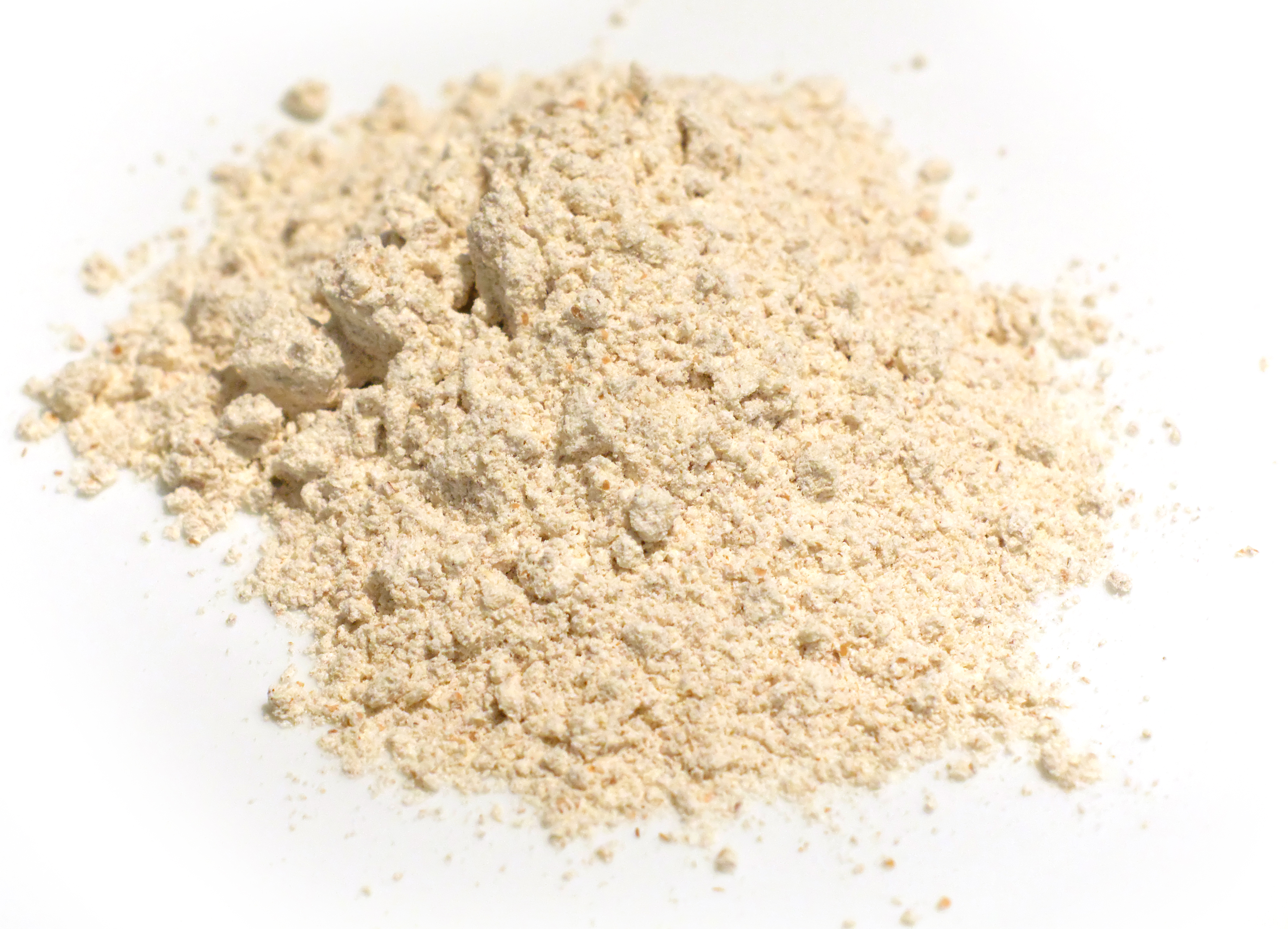
Făină integrală de speltă
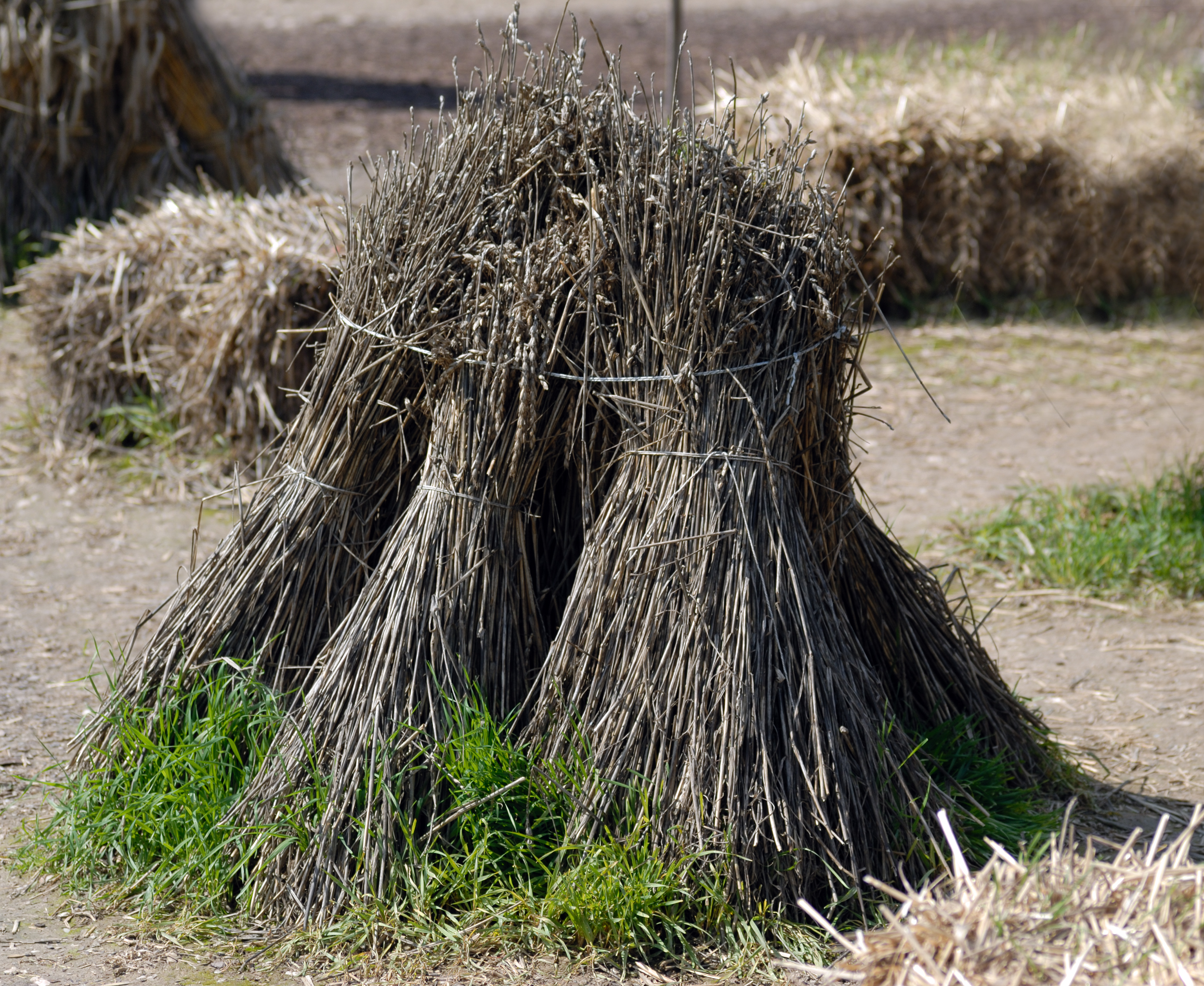
Snopi de speltă adunați în căpiță

## Procesare
Spre deosebire de grâu și orz, grăunțele de speltă sunt unite cu cojile. Drept urmare, bobul este mai bine protejat, dar prelucrarea necesită o etapă suplimentară de prelucrare. Aceasta se face printr-o operație de șlefuire („under-skip”), în care distanța dintre pietrele de măcinare este mai mare, astfel încât bobul să fie „șters” de coji, dar nu zdrobit. În morile moderne de făină, spelarea este efectuată folosind role de cauciuc sau polizoare verticale. Prin această pretratare specială, bobul primește proprietăți asemănătoare cu orezul și poate fi prelucrat în continuare în același mod.

## Alte produse
- Dinkelbrot (în germană Dinkel: spelta) este pâine din speltă (Triticum spelta);
- Dinkelbier este o bere germană de specialitate preparată din speltă;
- spelta prăjită, este de asemenea folosit ca surogat, pentru producerea cafelei speltate, în mod asemănător altor cereale pentru cafeaua de malț;